# Acis autumnalis
La campanilla de otoño (Acis autumnalis) es una especie de planta bulbosa perteneciente a la familia de las amarilidáceas.

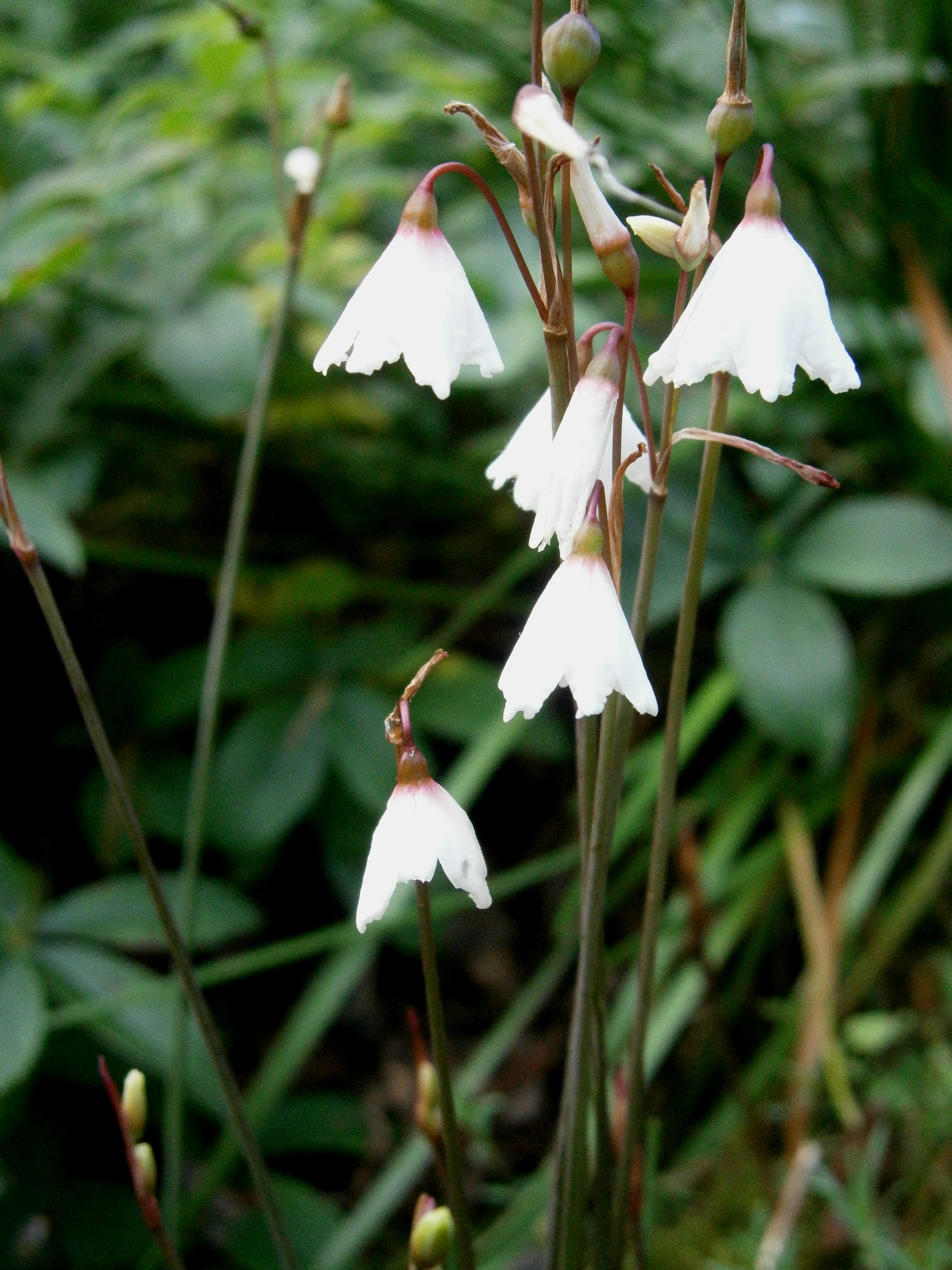
Detalle de las flores

## Descripción
Hierba perenne a través de bulbos. Tallos floríferos sin hojas de 7-15(-25) cm de altura. Hojas filiformes, de 12-16 cm de longitud, que aparecen durante o poco después de la floración. Flores en número de 1 a 3, dispuestas en una umbela que está protegida por una bráctea membranosa (espata); las flores son acampanadas, constituidas por 6 piezas periánticas de color blanco, de 9-14 mm; 6 estambres incluidos en el periantio; ovario situado en pososición inferior con relación al resto de las piezas florales. Fruto en cápsula. Florece desde finales de verano y en otoño.

## Hábitat
En prados, suelos arenosos y ácidos.

## Distribución
Centro y oeste de la península ibérica.

## Taxonomía
Acis autumnalis fue descrita por (Carlos Linneo) Robert Sweet y publicado en The British Flower Garden, . . . 3: t. 297, en el año 1829.
Citología
Número de cromosomas de Leucojum autumnale (Fam. Amaryllidaceae) y táxones infraespecíficos: 2n=14
Sinonimia
- Acis oporantha Jord. & Fourr.
- Acis pulchella Jord. & Fourr.
- Leucojum auctumnale J.F.Gmel.
- Leucojum autumnale L. basónimo
- Ruminia hyemalis Parl.[5]

## Nombre común
- Castellano: azucenas de San Martín, campanilla de otoño, campanillas, campanillas blancas, campanillas de otoño, leucoio de otoño.[6]